# Helmut Hannemann
Helmut Hannemann foi um piloto alemão da Luftwaffe durante a Segunda Guerra Mundial. Voou 331 missões de combate, nas quais destruiu 77 tanques inimigos.